# 白鳥越え
白鳥越え（しらとりごえ）は、京（京都）の一乗寺から、近江の 穴太に至る道。古路越（ふるみちごえ）とも呼ばれる。この名は、今路越（いまみちごえ　山中越・志賀越道）が開かれる以前から利用されていたことに由来する。その他にも名古地越（拾遺都名所図会）や青山越え（近江輿地志略）とも呼ばれる。
雍州府志では、「（白鳥越は、）一乗寺村より叡山東坂本に出ずる坂路なり」、拾遺都名所図会では、「同所（狸谷不動院）の東にあり、上古の往還道にして、是より叡山東坂本穴太村へ出る」と紹介されている。

## 経路
白鳥越えは、戦国時代以降次第に利用されなくなったため、正確な経路は未だ比定されていない。古地図の表記、地形、城址の位置等から推定すると、初期のルートは、瓜生山、白鳥山、てんこ山、一本杉、青山、壷笠山を通過する尾根道であったと考えられる。もっとも、近世になると延暦寺の塔頭である無動寺への参詣道（無動寺道）と結びついてルートに変更がみられる。例えば、山州名跡志では、「雲母坂より、延暦寺東塔を経て、近江国穴太に出る道を白鳥越」としており、また慶応四年懐宝京都細絵図では、四明嶽の南、無動寺の北に白鳥越が記載されている。これらは想定される初期のルートとは異なるものである。

## 歴史
平安時代以前から京と近江を結ぶ街道として利用され、その戦略的価値からしばしば戦の舞台となった。道沿いには、将軍山城、一乗寺山城、一本杉西城、壺笠山城など数多くの山城が築かれた。しかし、織田信長が浅井氏・朝倉氏・延暦寺などの湖西の勢力を駆逐し、京と湖西の一元的支配を実現するとともに志賀越道を整備すると戦略的価値を失い、次第に利用されなくなった。近世以降の地図では白鳥越えの表記は次第に見られなくなっていく。